# Nascimento de João Batista

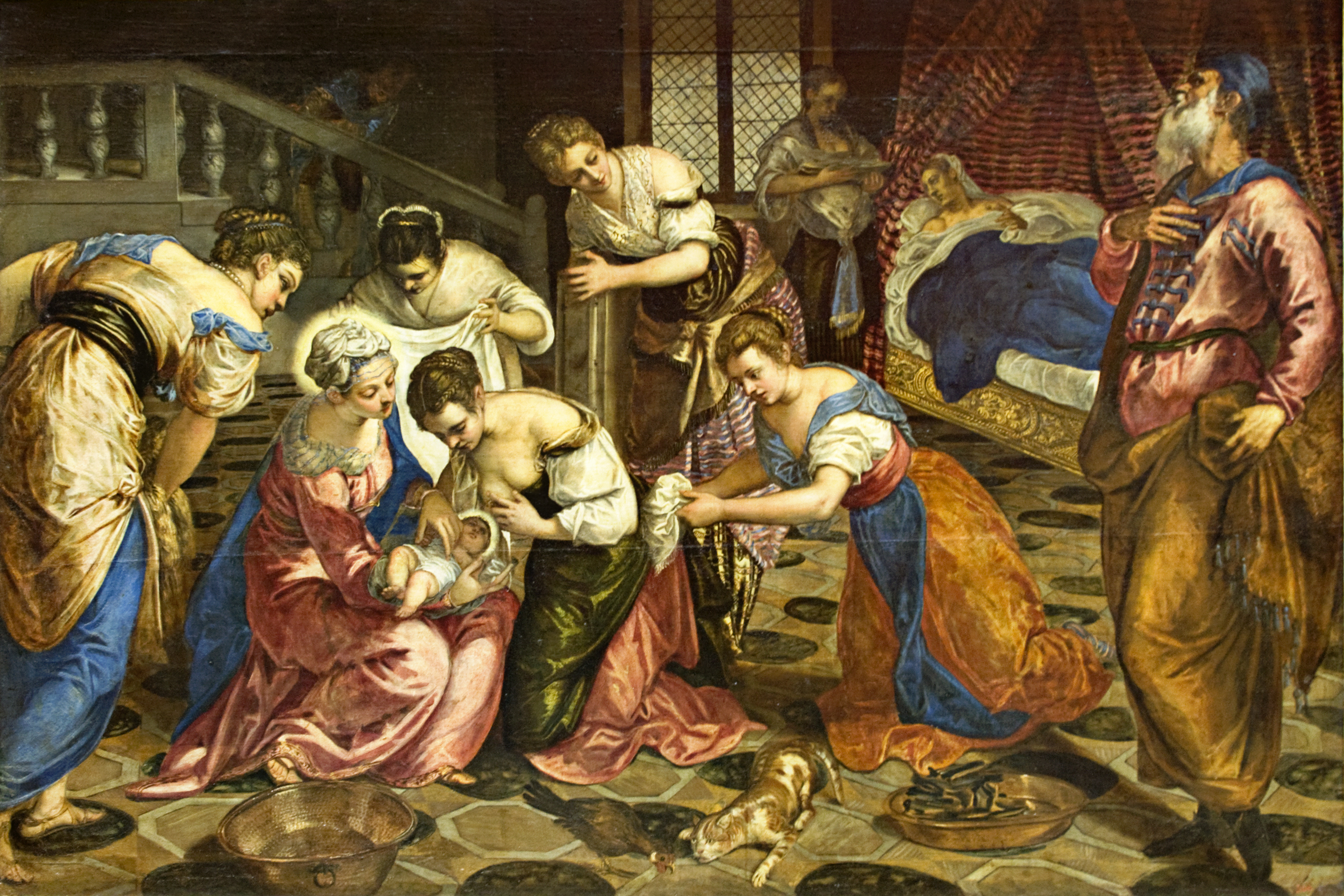
Nascimento de São João Batista.
Por Tintoretto, atualmente no Museu Hermitage, em São Petersburgo.

O Nascimento de João Batista (ou Dia de São João ou Nascimento do Precursor) é uma festa cristã celebrando o nascimento de João Batista, um profeta que previu o advento do Messias na pessoa de Jesus Cristo e o batizou. Esta festa é amplamente comemorada no mundo cristão no dia 24 de junho e é uma das festas juninas. É também o único santo cujo nascimento e martírio, este último em 29 de Agosto, são evocados em duas solenidades pelo povo cristão.
A noite de 23 de Junho, véspera do Dia de São João, marca o início da celebração da festa de São João Batista. O Evangelho de Lucas (Lucas 1:36, 56-57) afirma que João nasceu cerca de seis meses antes de Jesus; portanto, a festa de São João Batista foi fixada em 24 de junho, seis meses antes da véspera de Natal. Este dia de festa é um dos poucos dias santos que comemoram o aniversário do nascimento, ao invés da morte, do santo homenageado.
A festa se originou na Idade Média na celebração dos chamados Santos Populares (Santo António, São Pedro e São João; ver Festa de São Pedro e São Paulo). Além de São João, comemorado no dia 24, os outros são São Pedro (no dia 29) e Santo António (no dia 13). Em Portugal, as festas dos três marcam o início das festas católicas em todo o país.[carece de fontes?]
João Batista é o único santo, além da Virgem Maria, de que se celebra o nascimento tanto para a terra, quanto para o céu. Segundo os evangelhos, é o maior dos profetas (Lucas 7:26–28), porque pôde apresentar o Cordeiro de Deus que tira o pecado do mundo (João 1:29–36). Sua vocação reveste-se de acontecimentos extraordinários, repletos de júbilo messiânico, que preparam o nascimento de Jesus (Lucas 1:14–58).

## Significado Cristão

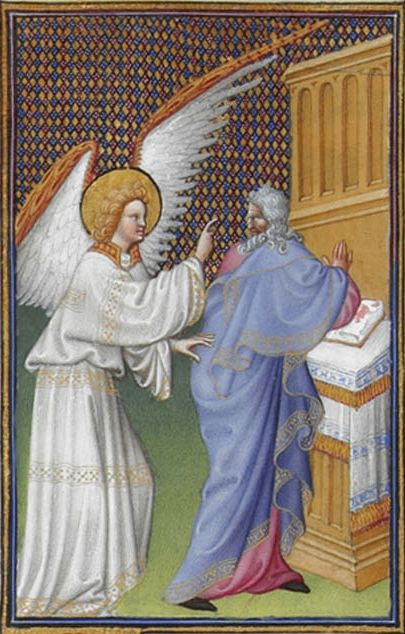
Arcanjo Gabriel anuncia o nascimento de João a São Zacarias.
Iluminura no Les Très Riches Heures du duc de Berry, folio 43v, atualmente no Musée Condé, em Chantilly.

Os cristãos há muito interpretam a vida de João Batista como uma preparação para o advento de Jesus e as circunstâncias de seu nascimento, relatados no Novo Testamento, são também milagrosos. O único relato bíblico sobre o nascimento do profeta está no Evangelho de Lucas. Os pais de João, Zacarias - um sacerdote judeu -  e Isabel não tinham filhos e já haviam passado da idade de tê-los. Durante uma jornada de trabalho servindo no Templo de Jerusalém, ele foi escolhido por sorteio para oferecer incenso no Altar Dourado no Santo dos Santos.
O Arcanjo Gabriel apareceu para ele e anunciou que a esposa de Zacarias iria dar à luz uma criança e que ele deveria chamá-lo de João. Porém, por não ter acreditado na mensagem de Gabriel, Zacarias perdeu a voz. Com o nascimento de seu filho,  seus parentes quiseram então dar-lhe o nome do pai e Zacarias, sem poder falar, escreveu: "Seu nome é João", tendo sua voz devolvida. A importância do nome advém do seu significado que é "Deus é propício". Depois de ter obedecido o comando de Deus, ele recebeu o dom da profecia e previu o futuro de João. O cântico que Zacarias profere em seguida, chamado Benedictus, é utilizado até hoje nos serviços litúrgicos de diversas denominações cristãs.
Na Anunciação, quando o Arcanjo Gabriel apareceu para a Virgem Maria para informá-la que ela iria conceber seu filho Jesus através do Espírito Santo, ele também a informou de que Isabel, sua prima, já estava grávida de seis meses. Maria então viajou para visitar Isabel. O Evangelho de Lucas relata que o bebê estremeceu no ventre de Isabel quando ela cumprimentou Maria.

## Celebração litúrgica

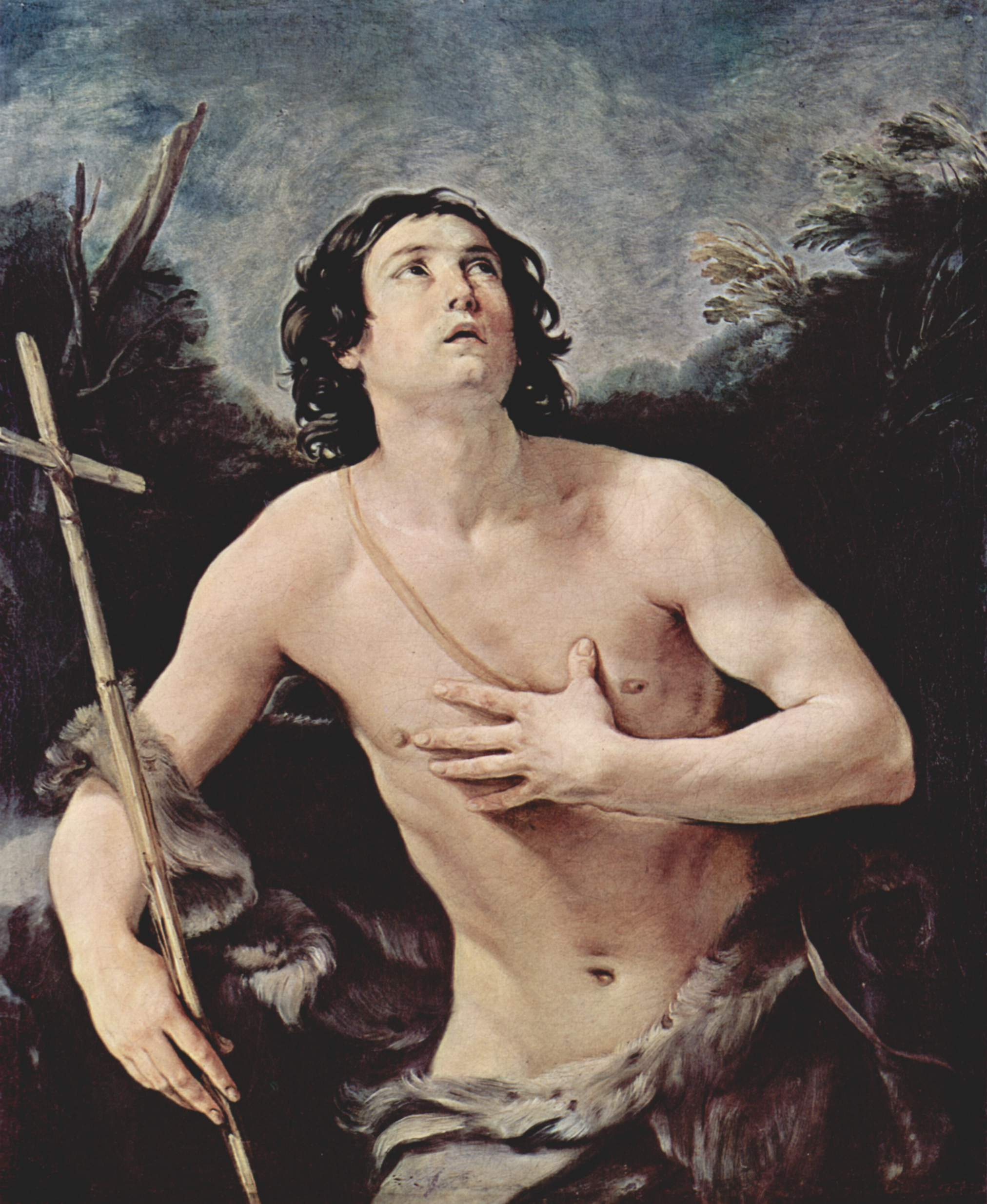
São João Baptista, por Guido Reni.

O Dia de São João é um dos mais antigos festivais do cristianismo, já aparecendo no concílio de Agde, em 506 d.C., como um dos principais festivais da época, um feriado e, como o Natal, era celebrado com três missas: uma pela manhã, uma ao meio-dia e outra no pôr-do-sol.
O nascimento de João Batista no dia de 24 de junho ocorre três meses depois da celebração da Anunciação, em 25 de março e seis meses antes do Natal, que celebra o nascimento de Jesus. Obviamente, o objetivo das festas não é marcar a data exata destes eventos, mas sim comemorá-los de forma interligada.

### No cristianismo ocidental
O nascimento de São João Batista é um feriado importante no calendário dos santos, mantido pelas Igrejas Católica, Anglicana e Luterana. No rito romano ela é celebrada como uma solenidade desde 1970 e como uma festa de primeira classe na forma do rito vigente até 1962. Ela tem precedência sobre o domingo se cair em um. As igrejas reformadas e igrejas livres dão menos proeminência para esta festa.
O dia da morte de um santo é geralmente comemorado na sua festa, com exceção de Jesus, da Virgem Maria e de João Batista, embora a morte deles também seja celebrada no calendário litúrgico (Jesus na Sexta-Feira Santa, Maria na Assunção de Maria e João na Decapitação de João Batista). A razão - na doutrina católica - é que São João, como Jeremias e a Virgem, foi purificado do pecado original antes de seu nascimento, embora o nascimento de João não seja imaculado como no caso da Virgem.
A festa do Batismo de Jesus comemora o batismo realizado por João em Jesus.

### No cristianismo oriental
Na Igreja Ortodoxa e em outras Igrejas Orientais, São João Batista é geralmente chamado de São João, o Precursor, um título utilizado também no ocidente (em grego:  Πρόδρομος e em latim: Precursor). Este título indica que o objetivo do seu ministério era preparar o caminho para o advento de Jesus. No oriente também, o dia de São João é celebrado em 24 de junho. É uma festa maior e é celebrado como uma vigília de noite inteira e com uma pós-festa de um dia.

## Celebração

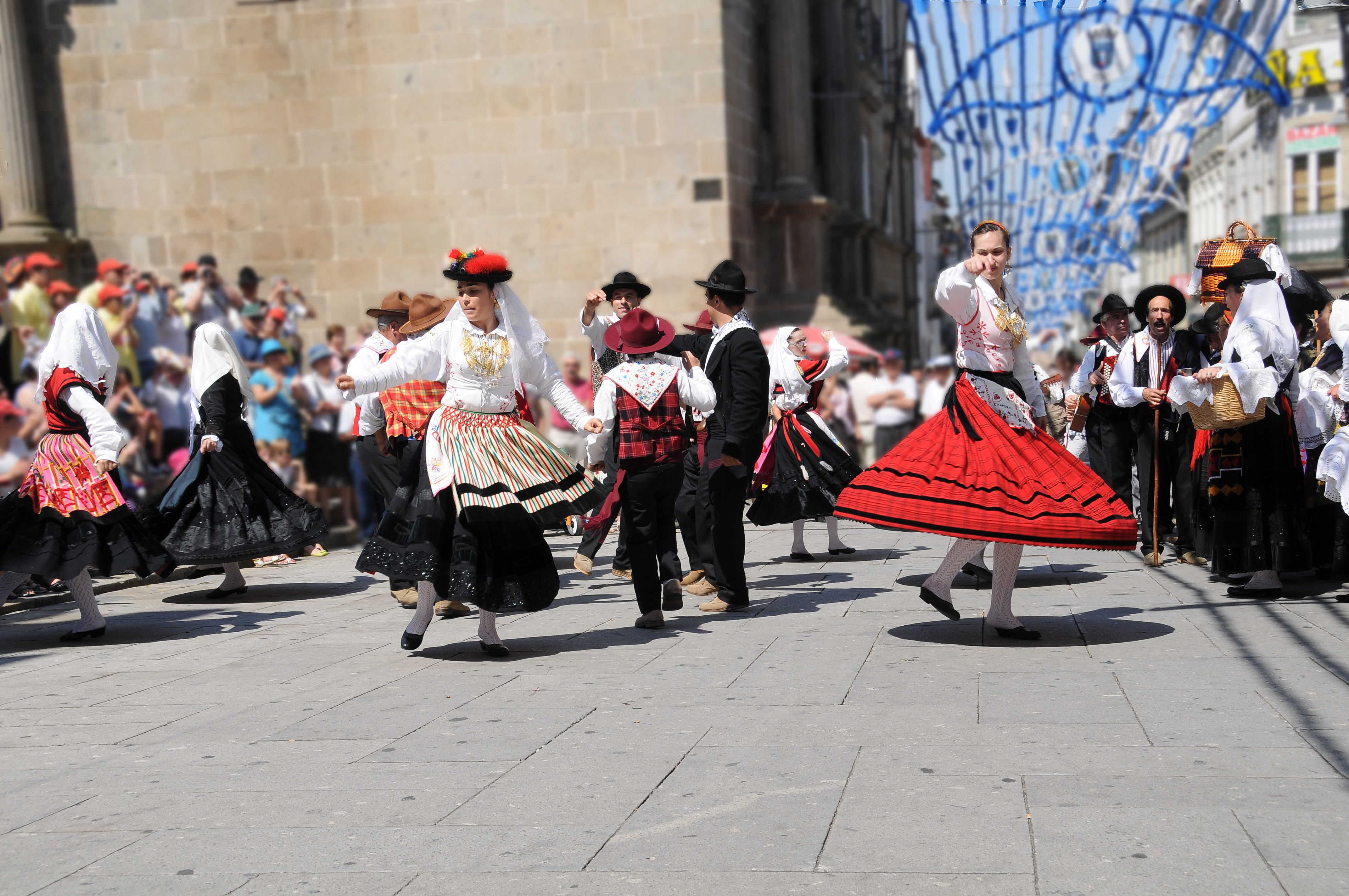
Comemoração de São João em Braga, em Portugal.

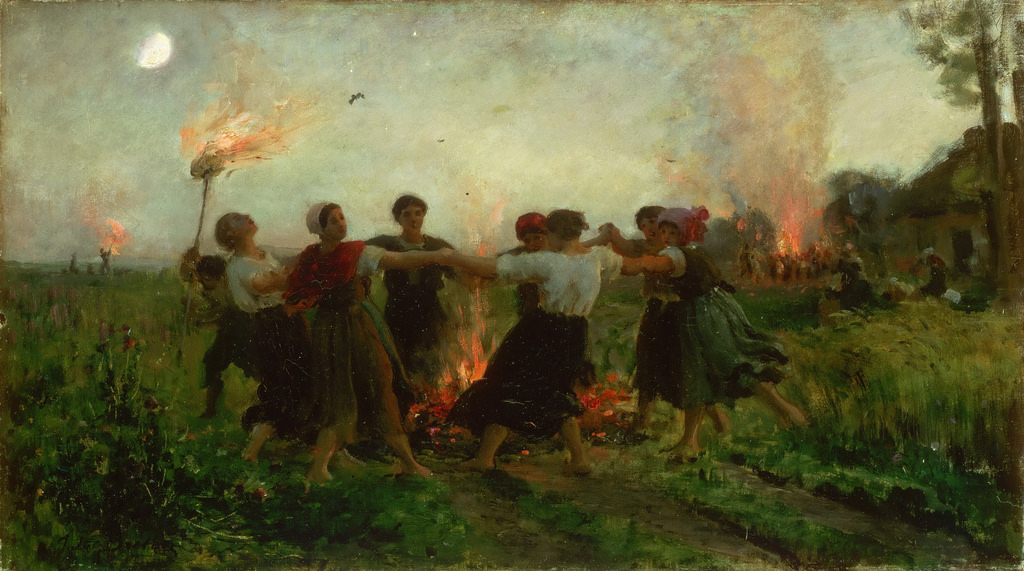
Festa de São João, por Jules Breton (1875).

A questão naturalmente surge sobre o motivo da celebração se realizar no dia 24 ao invés do dia seguinte, se o objetivo é cair precisamente seis meses antes do Natal. Já foi por vezes alegado que as autoridades da Igreja queriam cristianizar as celebrações pagãs do solstício e, por isto, colocaram a festa de São João como substituta. Esta explicação é questionável, pois durante a Idade Média o solstício acontecia no meio de junho por conta da não acuracidade do calendário juliano. Foi apenas em 1582, com a introdução do calendário gregoriano, que o solstício retornou ao dia 21 de junho como acontecia no século IV.
Portanto, uma explicação mais provável do motivo pelo qual a festa cai em 24 e junho está no modo de contagem romano, que procedia de trás para frente a partir das "calendas" (primeiro dia) do mês seguinte. O Natal era "o oitavo dia das calendas de janeiro" (Octavo Kalendas Januarii). Consequentemente, o nascimento de São João foi colocado no "oitavo dia antes das calendas de julho". Porém, como junho tinha apenas 30 dias, a festa caiu finalmente no dia 24 de junho.
De qualquer forma, o significado da festa caindo por volta do solstício é considerado como significativo, relembrando as palavras do próprio João Batista sobre Jesus: «É necessário que ele cresça, e que eu diminua» (João 3:30).
Junto com a Festa de São Pedro e São Paulo e a Festa de Santo Antônio, a Festa de São João é celebrada por todos os países lusófonos como parte das festas juninas, onde o sincretismo do significado religioso e pré-cristão é mais evidente.

### Costumes
Além da comemoração religiosa, muitos costumes regionais associados com o nascimento de João Batista são, na realidade, mais relacionados com a concomitante celebração do meio do verão (solstício), resquícios dos tempos pré-cristãos.